# Пистунова, Александра Михайловна
Алекса́ндра Миха́йловна Пистуно́ва (во втором браке Свято́ва; 23 ноября 1932 года — ноябрь 1994 года)) российская писательница, журналистка, искусствовед (кандидат искусствоведения) и литературный критик.

## Биография
На протяжении многих лет работала в еженедельнике «Литературная Россия», заведовала в нём отделом культуры, а также была редактором отдела искусства. Автор многочисленных публикаций, прежде всего о русских художниках.
Член Союза писателей СССР. 
С 1967 года жила в ЖСК «Советский писатель» (Красноармейская ул.) — сначала в д. 21 (с 1-м мужем, художником-графиком Ефимом Рувимовичем Скакальским), затем в д. 25 и 29 (со 2-м мужем, историком Иваном Георгиевичем Святовым).

## Критика
- Лев Алабин:

Иметь дело с Александрой Михайловной было одно удовольствие. Лишённая возможности быстро перемещаться по причине болезни ног, она постоянно находилась в своём кабинете. На своём рабочем месте. И застать её не составляло труда. Поднявшись на уровень её пандуса, пол в её кабинете был значительно приподнят, о чём я уже пространно писал, и, закрыв за собой дверь, я понимал, что завотделом культуры теперь в полном моём распоряжении. Убежать от меня она никуда не могла. Срочно вызвать её никто не мог, даже главный. От всех суетных, вялотекущих, отнимающих уйму времени и сил, выматывающих редакционных дел она была освобождена. Быстро прилететь на срочный вызов, что так важно для журналиста (журналиста, как известно, ноги кормят), она была не в состоянии.
- Кира Ивановна Ткаченко (автор многих книг для детей):

… В нём царила «первая дама» редакции — несравненная Ася Пистунова, вся этакая красочная, расписанная — активная рекламная информация своих собственных произведений о народном промысле. «Первая дама» и «первое перо» — никто не мог сравниться с Александрой Пистуновой: она была талантлива, образована и чиркала красиво! Мы подружились. Такие всякие и непохожие: величественная Ася, задрапированная в павлово-посадские платки, в серьгах и браслетах из скифских курганов (так она утверждала), и я — серенький воробышек. Ася взяла меня под крыло и защищала от редакционного «бомонда», видевшего во мне человека случайного, протеже Кассиля.
- Алина Чадаева:

Вспоминаю, как торжественно шествовала всегда празднично нарядная Александра Михайловна Пистунова. Она, знавшая толк в народном русском искусстве, ввела меня под сень её рубрики «Таланты России».

## Публикации

### Как автор
- Прикасаясь к книге / А. М. Пистунова; рис. Н. В. Кузьмин; оформл. Б. А. Денисовский. — Москва : Сов. Россия, 1973. — 248 с.
- Богатырь русского искусства : докум. повесть о И. Е. Репине / А. М. Пистунова. — М. : Дет.лит., 1991. — 175 с., [8] л. ил. : ил. — ISBN 5-08-000655-2
- Пистунова А. М. Единосущная троица / Худож. И. С. Клейнард. — М.: Советская Россия, 1978. — 272 с. — (Люди Советской России). — 50 000 экз.
- Книга книг / А. М. Пистунова. — М. : Советская Россия, 1983. — 256 с.
- Из сердца / А. М. Пистунова. — М. : Мол. гвардия, 1974. — 112 с. :
- «В тишине грохота» / А. М. Пистунова // Альманах библиофила .Вып. 19. — М. : Книга, 1985. — С. 239—265
- Летучий корабль Альбрехта Дюрера [Текст] / А. М. Пистунова // Альманах библиофила: Выпуск 9. — М. : Книга, 1980. — С. 153—169
- Родник в лесу : повесть о художнике И. И. Шишкине / А. М. Пистунова. — М. : Детская литература, 1987. — 87 с. : ил., цв.ил. —  Тираж: 100 000 экз[13].
- Богатырь русского искусства [Текст] : документальная повесть о И. Е. Репине / А. М. Пистунова. — М. : Детская литература, 1991. — 176 с. : цв.ил., фото. — ISBN 5-08-000655-2
- Александра Пистунова. Россия Нестерова Архивная копия от 14 апреля 2017 на Wayback Machine. Журнал Юность № 12 декабрь 1989 г.

### Как рецензент
- Воронов, Н. В. Рассказ о великом скульпторе. В. И. Мухина [Текст] / Н. В. Воронов; рец.: А. М. Пистунова, Ю. М. Шмидт; оформ. В. Логинова. — М. : Детская литература, 1991. — 56 с. : фото. — ISBN 5-08-000657-9 : 1.

### Другое
- Предисловие к сборнику Юрия Нагибина[14]